# Bretton Woods (New Hampshire)
Bretton Woods is een nederzetting binnen de plaats Carroll in de staat New Hampshire in de Verenigde Staten. De plaats ligt in de White Mountains. Bretton Woods is tegenwoordig een toeristenplaats omringd door het White Mountain National Forest. Het ziet uit op de Presidential Range met als hoogste en meest indrukwekkende berg Mount Washington (1917 m).

## Systeem van Bretton Woods
Bretton Woods is bekend in de financiële wereld als de plaats waar in 1944 tegen het einde van de Tweede Wereldoorlog de United Nations Monetary and Financial Conference werd gehouden. Vijfenveertig landen kwamen samen in het Mount Washington Hotel in Bretton Woods, om de structuur te bepalen voor internationale financiële verhoudingen na de Tweede Wereldoorlog. Zij ondertekenden het systeem van Bretton Woods, wat leidde tot de oprichting van het IMF en de Wereldbank en de herinvoering van de gouden standaard.

## Mount Washington Hotel
Het hotel werd gebouwd in opdracht van Joseph Stickney. Hij had een fortuin vergaard met steenkool en spoorwegen. De architect was Charles Alling Gifford. Met de bouw werd in 1900 gestart en op 28 juli 1902 gingen de deuren open voor de eerste gasten.
Het belangrijkste bouwmateriaal is hout en het ontwerp is in de stijl van de Spaanse renaissance. Het gebouw heeft een Y-vorm en de vleugels staan in een hoek van 45 graden. Er waren 236 kamers, waarvan 206 met een eigen bad. Het hotel ligt circa 270 kilometer ten noorden van Boston en de meeste gasten arriveerden per trein en van het station naar het hotel met een koets. Het was een luxe hotel en de prijs voor een nacht inclusief eten was zo’n $20 per persoon, dit was viermaal hoger dan gemiddeld.
Tijdens de Tweede Wereldoorlog liepen de bezoekersaantallen terug en vanaf de zomer 1943 was het hotel gesloten. In dat jaar verkocht de familie Stickney het belang in het hotel. De Amerikaanse regering zocht begin 1944 een locatie voor de onderhandelingen over de monetaire wereldorde en kwam bij dit hotel terecht. Een ploeg van arbeiders moest aan de slag om het hotel klaar te maken, waaronder veel schilders die het hele gebouw met een witte verflaag bedekten. Na de renovatie, die zo’n $1,5 miljoen heeft gekost, was het hotel eind juni klaar om de honderden afgevaardigden te ontvangen. Zij werden ook elders in de omgeving gehuisvest omdat het hotel niet groot genoeg was. Tussen 1 juli en 22 juli 1944 werd er vergaderd en de belangrijkste overeenkomsten werden getekend in de Gold Room van het hotel.
In 1998-1999 werd het hotel aangepast om ook in de winter gasten te ontvangen. Voor die tijd was het hotel in de wintermaanden gesloten.

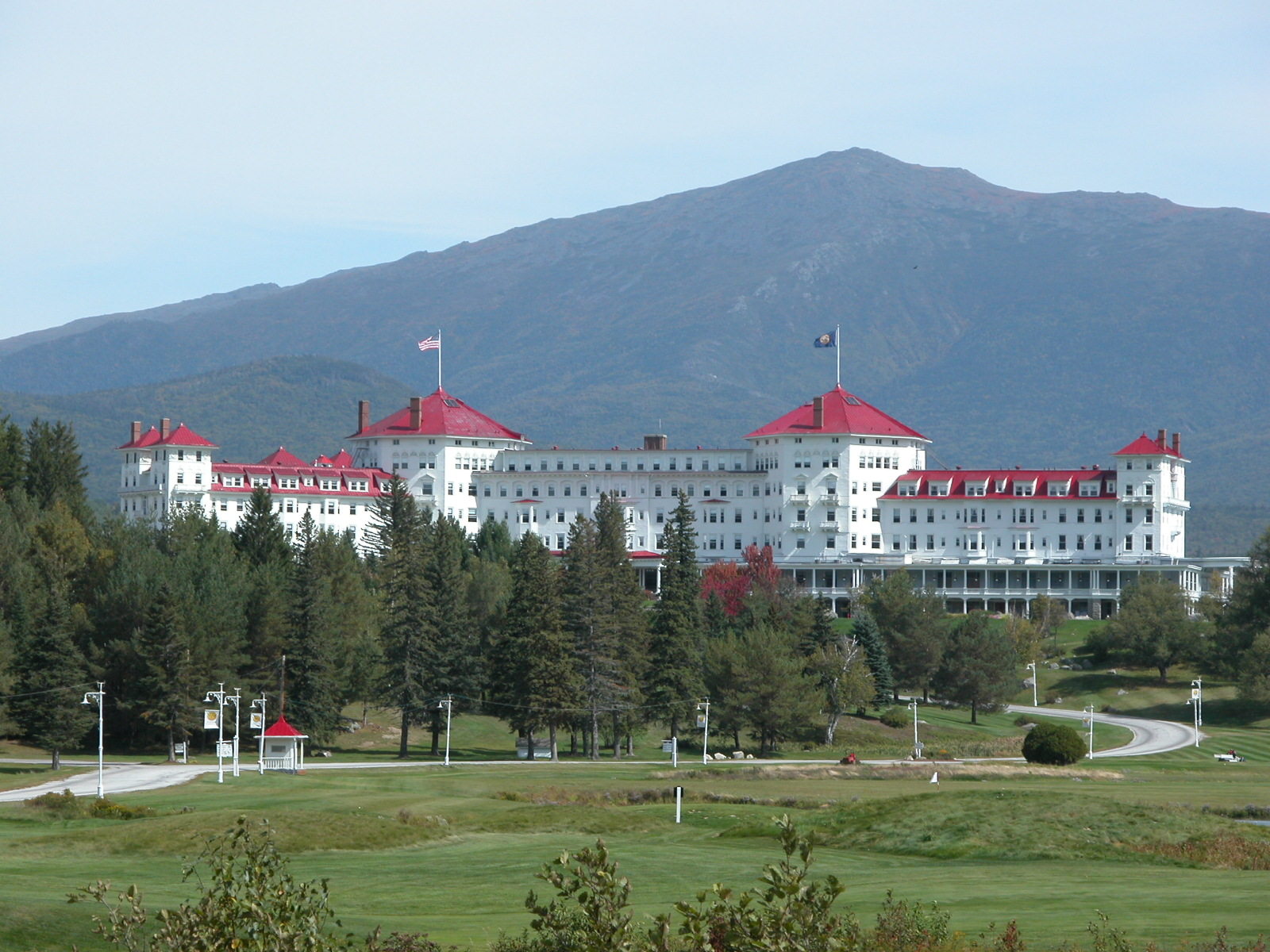
Het Mount Washington Hotel met Mount Washington op de achtergrond
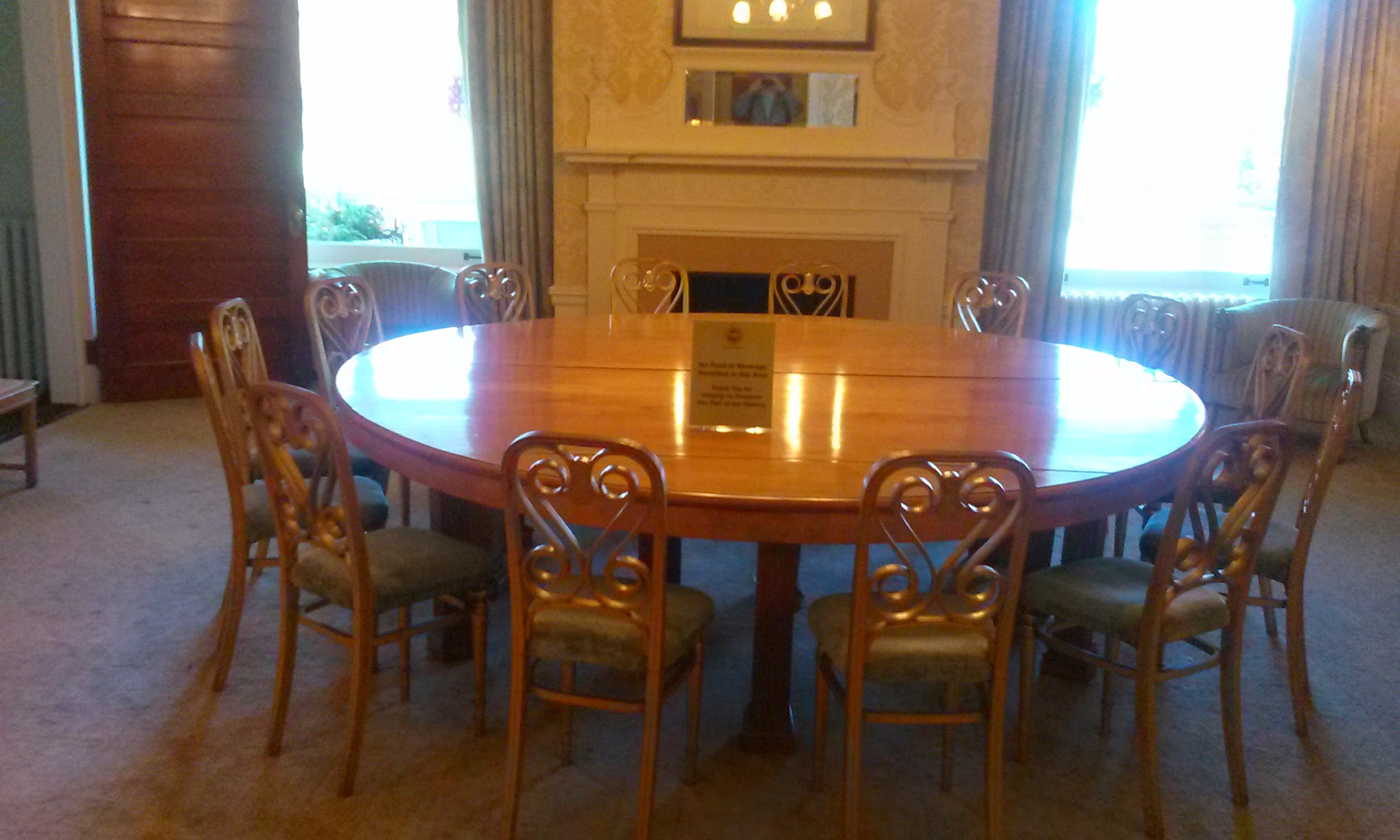
De Gold Room
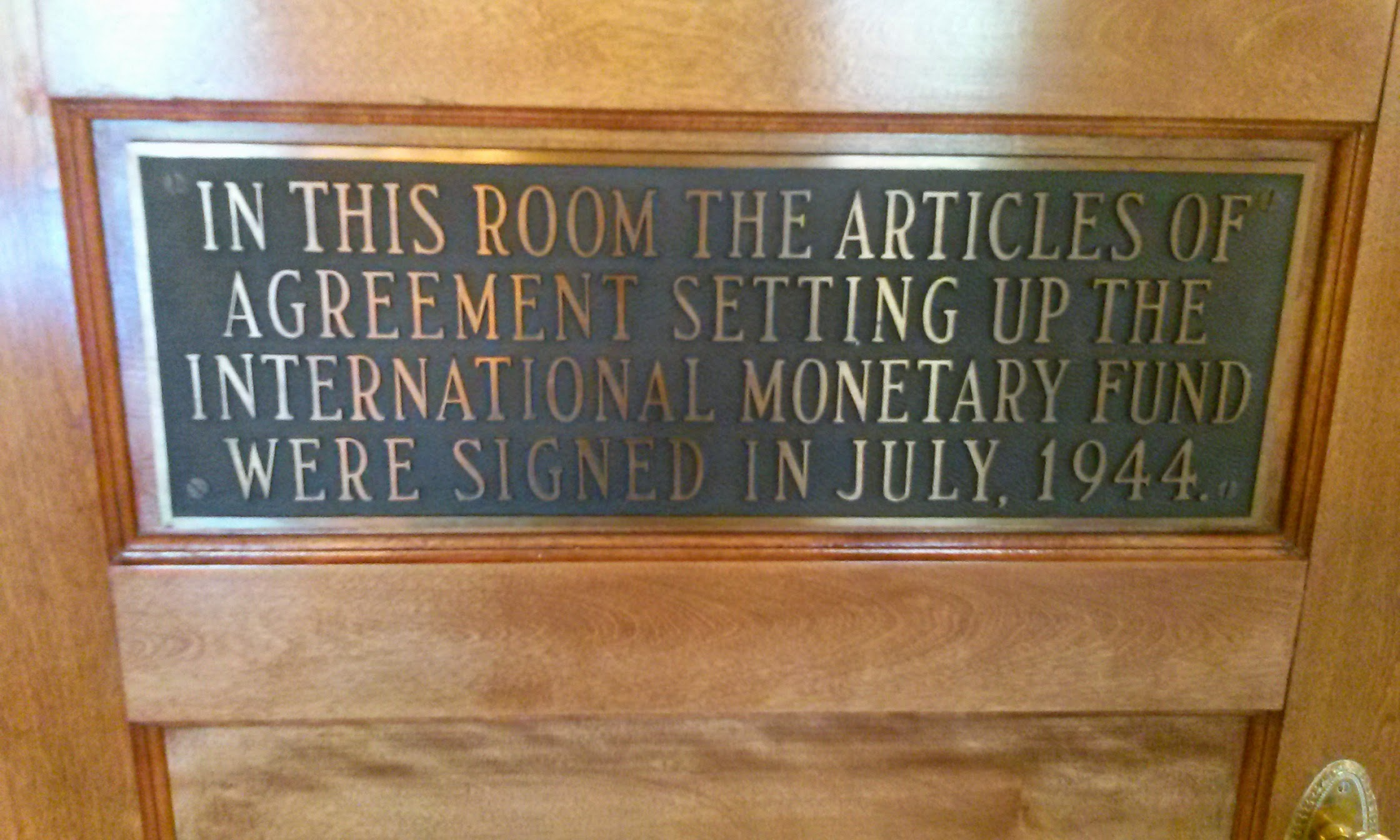
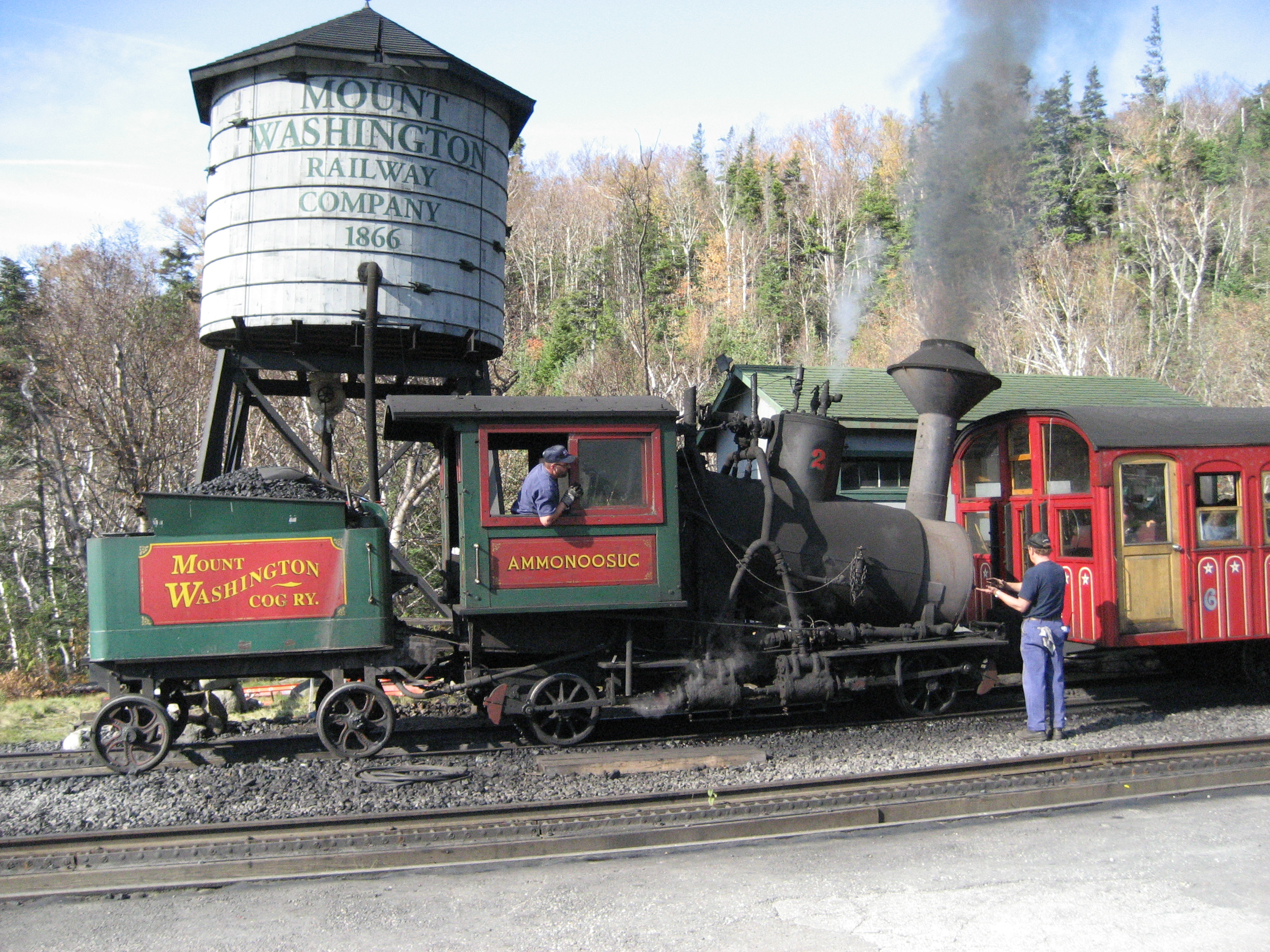
Mount Washington Cog Railway

Bretton Woods ligt langs US highway 302. Er staan eigenlijk maar twee echte gebouwen: het eerder genoemde Mount Washington Hotel, en het dalstation van de Mount Washington Cog Railway, een tandradspoorweg die naar de top van Mount Washington leidt.